# Rio Morava
O rio Morava (em checo e eslovaco: Morava; March, em alemão;  Morva em húngaro) é um rio da Europa Central. É o mais importante rio da Morávia, na Chéquia (Tchéquia) - que deriva seu nome do rio. Tem 1275 km de comprimento.
O Morava origina-se na montanha Králický Sněžník, no noroeste da Morávia, perto da fronteira da Chéquia com a Polônia e corre para o sul. A parte baixa do curso do rio forma a fronteira entre a Chéquia e a Eslováquia, e, depois, entre a Eslováquia e a Áustria.
As cidades mais importantes ao longo do rio são Olomouc, na Morávia,  e a capital eslovaca Bratislava. Depois de aproximadamente 354 km, o Morava desagua no Danúbio, em Devín, Bratislava, com uma vazão média de 120 m³/s.

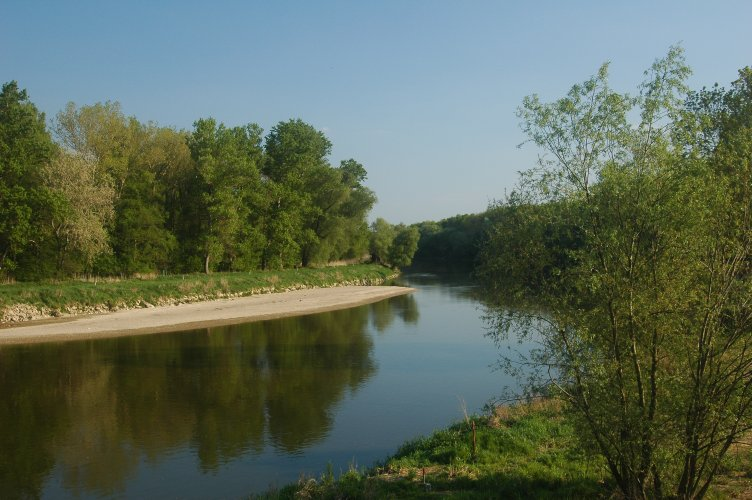
O Morava, entre a Áustria e a Eslováquia.
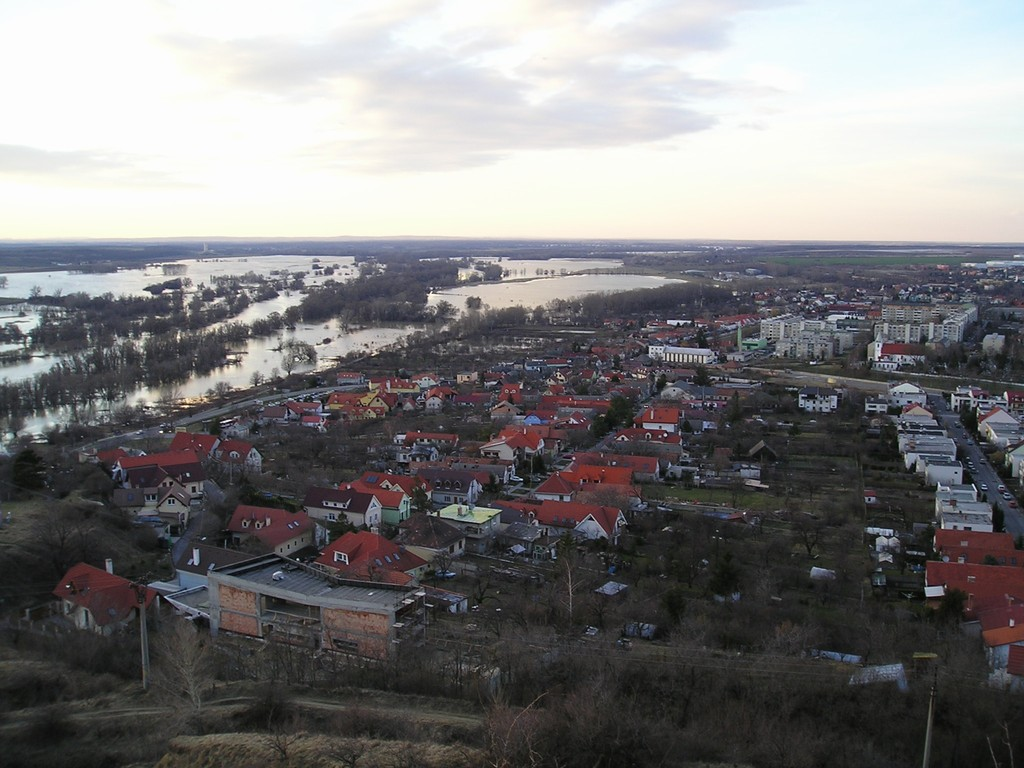
Inundações em Bratislava, às margens do Morava.
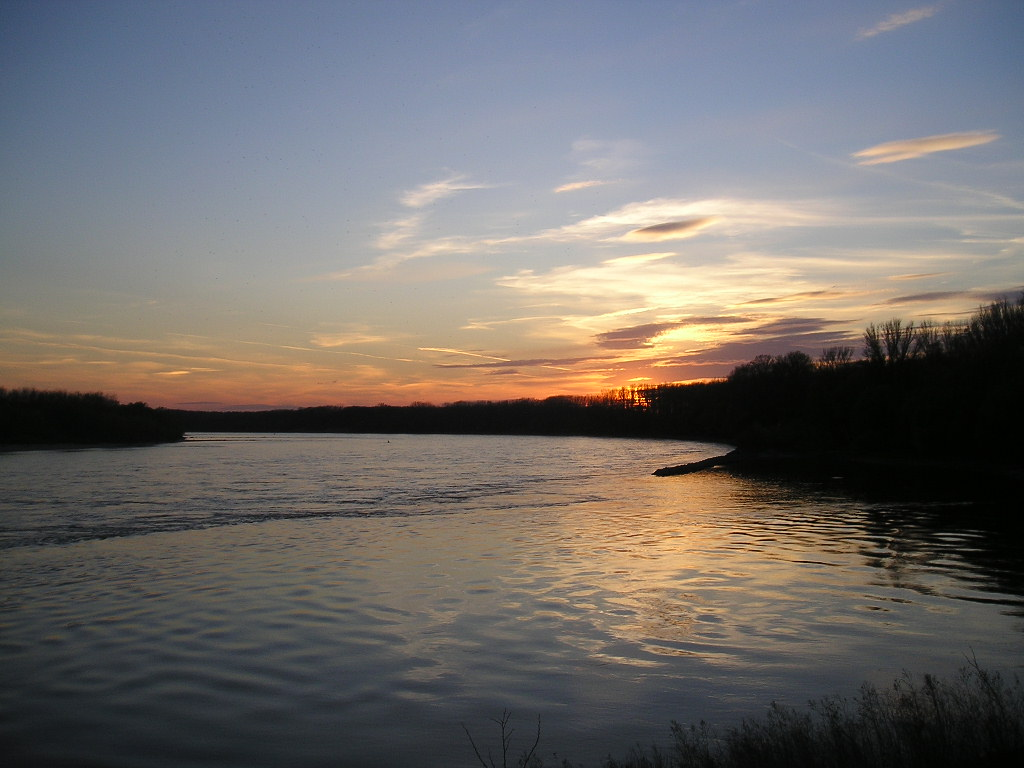
O Morava encontra o Danúbio, em Bratislava.
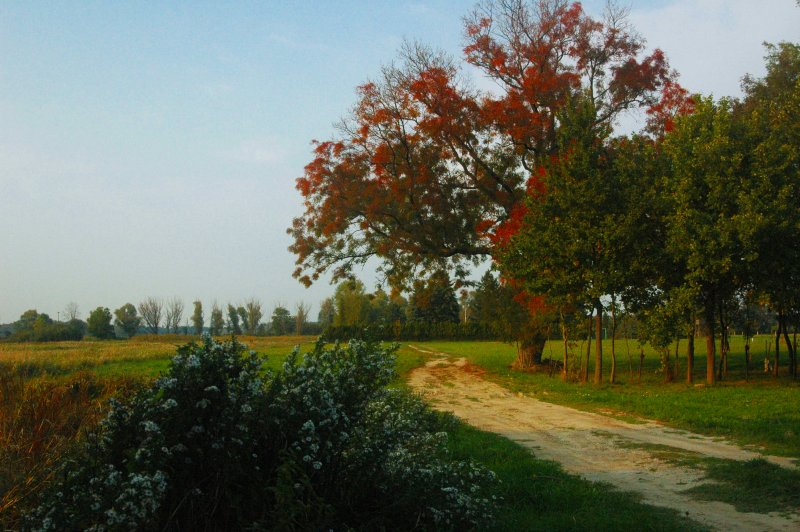
Vale inundável perto de Hohenau an der March, na Baixa Áustria.